# Gonzalezodoria gonioides
Gonzalezodoria gonioides là một loài ruồi trong họ Tachinidae.